# Room Service
Room Service — седьмой студийный альбом группы Roxette, вышедший 2 апреля 2001 года, диск записан на Atlantis Studios и Polar Studios в Стокгольме, Швеция в период с января 2000 по январь 2001 года.

## Об альбоме
Room Service вышел во всех странах, кроме США.
Первым синглом с альбома стала песня «The Centre of the Heart», но он вышел только в Европе и Австралии. Сингл был крайне успешным в Европейских чартах и некоторое время песня была самой часто играемой на многих европейских радиостанциях.
Японское издание альбома включает бонус-трек «Entering Your Heart». Версия песни с японского альбома несколько отличается (добавлен ещё один куплет) от версии Би-сайда, записанного на сингле «The Centre of the Heart».
В Южной Африке альбом был издан осенью 2001 года, на этот раз EMI включили в качестве бонуса специальный диск с ремиксами. Ремиксы можно послушать на разных синглах, выпущенных по всему миру, но этот бонусный CD уникален и нигде более недоступен.

## Список композиций
Слова и музыка всех песен — Пер Гессле, кроме «Little Girl», написанной Мари Фредрикссон.
| №                   | Название                           | Длительность |
| ------------------- | ---------------------------------- | ------------ |
| 1.                  | «Real Sugar»                       | 3:17         |
| 2.                  | «The Centre of the Heart»          | 3:22         |
| 3.                  | «Milk and Toast and Honey»         | 4:04         |
| 4.                  | «Jefferson»                        | 3:51         |
| 5.                  | «Little Girl»                      | 3:36         |
| 6.                  | «Looking for Jane»                 | 3:19         |
| 7.                  | «Bringing Me Down to My Knees»     | 3:48         |
| 8.                  | «Make My Head Go Pop»              | 3:22         |
| 9.                  | «Try (Just a Little Bit Harder)»   | 3:13         |
| 10.                 | «Fool»                             | 3:52         |
| 11.                 | «It Takes You No Time to Get Here» | 3:35         |
| 12.                 | «My World, My Love, My Life»       | 4:02         |
| Общая длительность: | Общая длительность:                | 43:21        |

| №                   | Название                                 | Длительность |
| ------------------- | ---------------------------------------- | ------------ |
| 1.                  | «Entering Your Heart» (Extended Version) | 4:34         |
| Общая длительность: | Общая длительность:                      | 47:55        |

| №                   | Название                                                               | Длительность |
| ------------------- | ---------------------------------------------------------------------- | ------------ |
| 1.                  | «The Centre of the Heart» (StoneBridge Club Mix)                       | 7:49         |
| 2.                  | «The Centre of the Heart» (Jens Bjurman and Per Kalenius’s Yoga Remix) | 3:29         |
| 3.                  | «Real Sugar» (Shooting Star Treatment)                                 | 4:22         |
| 4.                  | «Milk and Toast and Honey» (Active Dance Remix)                        | 3:49         |
| 5.                  | «It Will Take a Long Long Time» (Modern Rock Version)                  | 4:06         |
| 6.                  | «Entering Your Heart» (Original Version)                               | 4:00         |
| 7.                  | «The Centre of the Heart» (Enhanced Music Video)                       | 3:29         |
| Общая длительность: | Общая длительность:                                                    | 27:35        |

## Участники записи
Roxette:
- Мари Фредрикссон — вокал, хлопки в ладоши, бэк-вокал, продюсер
- Пер Гессле — банджо, акустическая и электрогитара, клавишные, маракас, сведение, хлопки в ладоши и бэк-вокал, продюсер.

Аккомпанирующий состав:
- Мике «Норд» Андерссон — акустическая гитара
- Дэвид Бирде — электрогитара
- Матс Хольмквист — струнные
- Йонас Исакссон — акустическая и электрогитары, e-bow
- Кристер Йанссон — ударные и перкуссия
- Кристофер Лундквист — бас, акустическая и электрогитары, маракас, цитра, хлопки в ладоши и бэк-вокал
- Матс МП Перссон — электрогитара, клавишные, синт.бас, тремоло-гитара и сведение
- Shooting Star — миксовка
- Маттиас Торелл — акустическая гитара
- Кларенс Эверман — клавишные, хлопки в ладоши, продюсирование и сведение

## Синглы
Первый сингл «The Centre of the Heart» вышел во многих европейских странах, однако в Нидерландах вышел ещё и сингл с ремиксами на эту песню. Обложка диска такая же, но раскрашена в сине-аметистовые тона. Отличаются также и картинки в телевизоре, изображённые на разных версиях этого сингла.
- «The Centre of the Heart»
  1. The Centre of the Heart
  2. Entering Your Heart
- «The Centre of the Heart» (Includes remixes by Stonebridge and Yoga)
  1. Original version (3:21)
  2. Stonebridge club mix edit (3:37)
  3. Stonebridge club mix (7:49)
  4. Yoga remix (3:29)
  5. Stonebridge peak hour dub (6:36)
  6. Stonebridge more vox dub (6:36)
- «Real Sugar[англ.]»
  1. Real Sugar
  2. It Will Take A Long Long Time (Modern Rock Version)
  3. Real Sugar (Shooting Star Treatment)
  4. The Centre of the Heart (Enhanced Video)
- «Milk and Toast and Honey»
  1. Milk and Toast and Honey
  2. Milk and Toast and Honey (Active Dance Remix)
  3. Milk and Toast and Honey (Shooting Star Treatment)
  4. Milk and Toast and Honey (T&A Demo, 2 и 3 августа, 1999)
  5. Real Sugar (Enhanced Video)